# Patricia Belcher
Patricia Belcher (n. 1954) este o actriță americană de film și televiziune.

## Biografie
Belcher s-a născut în Helena, Montana. Aceasta are numeroase apariții în filme precum The Number 23, Unknown, Jeepers Creepers și Heartbreakers. De asemenea are și multe apariții în seriale televizate ca Bones, Boston Legal, The Jake Effect, Twins, The Proud Family și Still Standing. Belcher în prezent lucrează la rolul ei din 2008 din filmul Lower Learning interpretând personajul Colette. 
Belcher a făcut de asemenea reclame tv pentru produse ca Staples, Time Warner și American Cancer Association.

## Filmografie
- Cyrus (2009)  .... Maybelle
- 500 de zile cu Summer (2009) .... Millie
- Numai peste cadavrul ei - Over Her Dead Body (2008) .... Helen
- Lower Learning (2008) .... Colette
- Desertion (2008) .... Barbara
- The Cleaner (Serial TV) (2008) .... Sister Alma
- Better Off Ted (2008) .... Janet
- Out of Jimmy's Head (Serial TV) (2007) .... Lunchlady Edna
- Living the Still Life (2007) .... Propriul rol
- The Still Life (2007) .... Meter Maid
- Numarul 23 - The Number 23 (2007) .... Dr. Alice Mortimer
- Unknown (2006) .... Depot Supervisor
- The Loop (Serial TV) (2006) .... Pat Swanson
- Close to Home (Serial TV) (2005) .... Judge Riker
- My Name Is Earl (Serial TV) (2005) .... Receptionist
- How I Met Your Mother (Serial TV) (2005) .... Receptionist
- Bones (Serial TV) (2005) .... Caroline Julian
- Hot Properties (Serial TV) (2005) .... Nurse Gracie
- Weeds (Serial TV) (2005) .... Miriam Walters
- Twins (Serial TV) (2005) .... Dolly
- Edmond (2005) .... Woman on Subway
- The Proud Family Movie (2005) .... Ms. Hightower
- Boston Legal (Serial TV) (2004) .... Judge Leslie Bishop
- Rodney (Serial TV) (2004) .... Rennette
- TV in Black: The First Fifty Years (2004) .... Propriul rol
- Cut and Run (2004) .... Roberta
- Impostorul - Criminal (2004) .... Female Bank Executive
- Reflections: A Story of Redemption (2004) .... Mom
- Cold Case (Serial TV) (2003) .... Margaret Trudlow '08
- Las Vegas (Serial TV) (2003) ....
- The Jake Effect (Serial TV) (2003) .... Vice Principal Curtis
- I Love Your Work (2003) .... Dr. Fein
- Dry Cycle (2003) .... Abagail
- Still Standing (Serial TV) (2002) .... Miss Bodin
- Without a Trace (Serial TV) (2002) .... Georgia Reston
- Andy Richter Controls the Universe (Serial TV) (2002) .... Ms. Machado
- Leap of Faith (Serial TV) (2002) .... Nurse #2
- The Board Room (2002) .... Stephens
- The Proud Family (Serial TV) (2001) .... Ms. Hightower
- One on One (Serial TV) (2001) .... Dr. Gilkes
- Tenebre - Jeepers Creepers (2001) .... Jezelle Gay Hartman
- O noua viata - Follow the Stars Home (2001) .... Counselor
- Cum sa cuceresti barbatii - Heartbreakers (2001) .... Hotel Housekeeping Maid
- The Trouble with Normal (Serial TV) (2000) .... Lila
- Yes, Dear (Serial TV) (2000) .... Bernice
- Girlfriends (Serial TV) (2000) .... Iva
- Cucerirea Hollywood-ului - The Dukes of Hazzard: Hazzard in Hollywood (2000) ....
- Malcolm in the Middle (Serial TV) (2000) .... Dr. Armstrong
- Battle of the Sitcoms (Serial TV) (2000) .... Renee
- Molly (1999) .... Margaret Duffy
- Cautandu-l pe Roland - The Wood (1999) .... Mrs. Hughes
- The Norm Show (Serial TV) (1999) .... Landlady
- Mesaj de departe - Message in a Bottle (1999) .... Annie
- Maggie Winters (Serial TV) (1998) .... Ruth
- The Hughleys (Serial TV) (1998) .... Jessie Mae
- Rude Awakening (Serial TV) (1998) .... Dr. Lloyd
- You Lucky Dog (1998) .... Judge Tanner
- Players (Serial TV) (1997) .... Tante Florence
- Brooklyn South (Serial TV) (1997) .... Regina Hopkins
- Ally McBeal (Serial TV) (1997) .... Marsha Forrester
- The Good News (Serial TV) (1997) .... Lorraine Hudson
- The Practice (Serial TV) (1997) .... Candace Levy
- Sabrina, the Teenage Witch (Serial TV) (1996) .... Professor Hutchins
- Life's Work (Serial TV) (1996) .... Gloria
- Everybody Loves Raymond (Serial TV) (1996) .... Ruth
- Tracey Takes On... (Serial TV) (1996) .... Ida
- Lawnmower Man 2: Beyond Cyberspace (1996) .... Impatient Customer
- Ochi pentru ochi si dinte pentru dinte - Eye for an Eye (1996) .... Quarreling Woman
- Woman Undone (1996) .... Judge
- Favorite Deadly Sins (1995) .... Modesto Judge
- Murder One (Serial TV) (1995) .... Mrs. Harris
- The Drew Carey Show (Serial TV) (1995) .... Judge Holloway
- Body Language (1995) .... Judge May
- Specii - Species (1995) .... Hospital Admittance Clerk
- Indictment: The McMartin Trial (1995) .... Juror #1
- The Parent 'Hood (Serial TV) (1995) .... Mrs. Griffith
- Cybill (Serial TV) (1995) .... Nurse
- Dad, the Angel & Me (1995) .... Christine
- Touched by an Angel (Serial TV) (1994) .... Miss Raphael
- ER (Serial TV) (1994) .... Ward Nurse
- Chicago Hope (Serial TV) (1994) .... Stephanie Plummer
- Attack of the 5 Ft. 2 Women (1994) .... Female Judge
- Singur impotriva presedintelui - Clear and Present Danger (1994) .... INS Officer
- Sister, Sister (Serial TV) (1994) .... Councilwoman Martha Hicks
- NYPD Blue (Serial TV) (1993) .... Detective
- Living Single (Serial TV) (1993) .... Florence Jacobs
- Black Widow Murders: The Blanche Taylor Moore Story (1993) .... Nurse Kitty
- Lumi paralele - Doorways (1993) .... Madge
- Martin (Serial TV) (1992) .... Inez
- Reasonable Doubts (Serial TV) (1991) .... Vivian Jones
- Homefront (Serial TV) (1991) .... Customer #2
- Step by Step (Serial TV) (1991) .... Mrs. Sawyer
- Sisters (Serial TV) (1991) .... Receptionist
- Beverly Hills, 90210 (Serial TV) (1990) .... Nun
- Dincolo de moarte - Flatliners (1990) .... Edna, Ward Nurse
- Dream On (Serial TV) (1990) .... Nurse
- Seinfeld (Serial TV) (1990) .... Woman #1
- Coach (Serial TV) (1989) .... Neighbor #1
- Married with Children (Serial TV) (1987) .... Eunetta
- Who's the Boss? (Serial TV) (1984) .... Nurse
- Love Is All Around: Part 2 (2002) .... Marsha Forrester